# بخش بتیوکی-آتسیمو

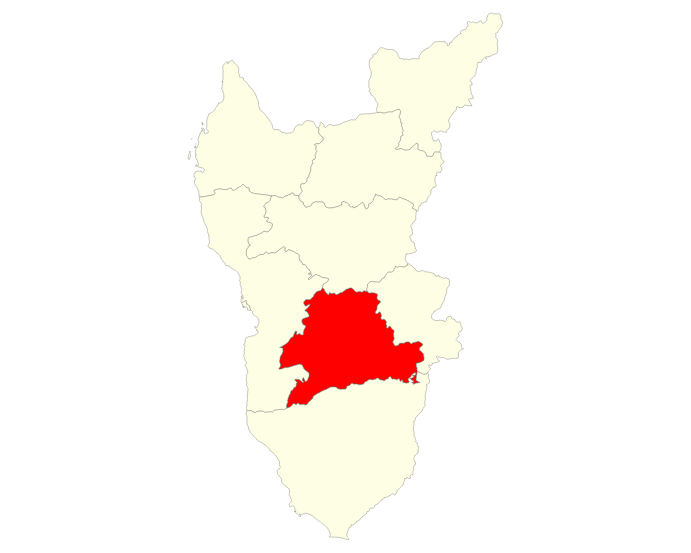
بتیوکی-آتسیمو

بتیوکی-آتسیمو (به لاتین: Betioky-Atsimo) یک منطقهٔ مسکونی در ماداگاسکار است که در آتسیمو-آندرفانا واقع شده‌است.